# Christian August de Holstein-Gottorp
Christian August de Holstein-Gottorp-Eutin (11 ianuarie 1673 – 24 aprilie 1726) a fost prinț de Eutin, prinț-episcop de Lübeck și regent al ducatului Holstein-Gottorp. A fost bunicul matern al țarinei Ecaterina cea Mare a Rusiei.

## Biografie
A fost fiul cel mic al lui Christian Albert, Duce de Holstein-Gottorp și al Prințesei Frederica Amalia a Danemarcei, fiica regelui Frederic al III-lea al Danemarcei. Fratele său mai mare, Frederic al IV-lea, a succedat tatălui lor la conducerea ducatului iar Christian August a primit micuțul fief de Eutin în 1695 și titlul de Duce de Holstein-Eutin.
Fratele său a murit în 1702, lăsându-l ca moștenitor pe minorul Karl Frederic, Duce de Holstein-Gottorp. Din 1702 până în 1708 Christian August a fost co-regent cu cumnata sa, Hedvig Sophia a Suediei, în timpul minoratului lui Karl Frederic. După decesul ei în 1708, Christian August a rămas singurul regent al ducatului Holstein-Gottorp.

### Căsătorie și copii
La 2 decembrie 1704, Christian August s-a căsătorit cu Albertina Frederica de Baden-Durlach (3 iulie 1682 – 26 decembrie 1755), cu care a avut zece copii:
- Hedwig Sophie Auguste de Holstein-Gottorp (9 octombrie 1705 – 4 octombrie 1764), stareță de Herford, 1750–1764
- Karl Augustus de Holstein-Gottorp (26 noiembrie 1706 – 31 mai 1727)
- Frederica Amalia de Holstein-Gottorp (12 ianuarie 1708 – 19 ianuarie 1782), călugăriță la Quedlinburg
- Anne de Holstein-Gottorp (3 februarie 1709 – 2 februarie 1758), s-a căsătorit cu Prințul Wilhelm de Saxa-Gotha-Altenburg (1701-1771)
- Adolf Frederick de Eutin (14 mai 1710 – 12 aprilie 1771), a devenit prinț moștenitor al Suediei în 1743 și rege al Suediei în 1751.
- Frederick August de Eutin (20 septembrie 1711 – 6 iulie 1785), episcop de Lübeck și, după ascensiunea lui Adolf Frederick, Prinț de Eutin. În 1773, Frederick August a primit un nou ducat, Oldenburg, care consta în comitatele Oldenburg și Delmenhorst.
- Joanna Elisabeth (24 octombrie 1712 – 30 mai 1760), s-a căsătorit cu Christian August, Prinț de Anhalt-Zerbst și a fost mama împărătesei Ecaterina cea Mare a Rusiei.
- Wilhelm Christian de Holstein-Gottorp (20 septembrie 1716 – 26 iunie 1719)
- Frederick Conrad de Holstein-Gottorp (12 martie 1718 – 1719)
- Georg Ludwig de Holstein-Gottorp (16 martie 1719 – 7 septembrie 1763)